# زارا لارسن
زارا ماریا لارسن (انگلیسی: Zara Maria Larsson؛ زادهٔ ۱۶ دسامبر ۱۹۹۷) خواننده و ترانه‌نویس سوئدی است. در سال ۲۰۰۸، او در ۱۰ سالگی برندهٔ فصل دوم نسخهٔ سوئدی برنامهٔ استعدادیابی گات تلنت با نام تلنگ شد. او از آن زمان با انتشار چندین تک‌آهنگ مانند «لاش لایف» (۲۰۱۵) به رسمیت شناخته شد. لارسن در سال ۲۰۱۷ در تک‌آهنگ «سمفونی» از کلین بندیت که در صدر جدول فروش سوئد و بریتانیا قرار گرفت حضور داشت. پیش از این در سال ۲۰۱۲، لارسن با گروه موسیقی TEN قرارداد بسته بود و اولین ئی‌پی خود را در ژانویه ۲۰۱۳ منتشر کرد. در ژانویه ۲۰۱۸، نام لارسون در در رده‌بندی سرگرمی فهرست ۳۰ شخص زیر ۳۰ سال مجلهٔ فوربز قرار گرفت.
در پی موفقیت اولیه‌اش در جدول اسکاندیناوی و انتشار اولین آلبوم خود با نام ۱ (۲۰۱۴)، لارسون قراردادی سه ساله با اپیک رکوردز در ایالات متحده امضا کرد. او در سال ۲۰۱۶ در مراسم افتتاحیه و اختتامیأ جام ملت‌های اروپا در فرانسه اجرا کرد. دومین آلبوم استودیویی لارسن با نام خیلی خوب در مارس ۲۰۱۷ منتشر شد. این آلبوم با هشت تک‌آهنگ پشتیبانی شد که همگی در جدول سوئد به صدر جدول رسیدند.

## زندگی شخصی
لارسن می‌گوید بیانسه بیشترین تأثیر را بر او گذاشته‌است. او خود را یک خوانندهٔ فمینیست معرفی کرده‌است.

## آلبوم‌شناسی
- ۱ (۲۰۱۴)
- خیلی خوب (۲۰۱۷)
- دختر روی پوستر (۲۰۲۱)
- ونوس (۲۰۲۴)
- خورشید نیمه‌شب (۲۰۲۵)

## تورها

### تور نقش اصلی
- تور جهانی خیلی خوب (۲۰۱۷–۲۰۱۸)
- تور نگران من نباش (۲۰۱۹)
- تور دختر روی پوستر (۲۰۲۱–۲۰۲۲)[۹][۱۰]
- تور ونوس (۲۰۲۴)

### هنرمند افتتاح‌کننده
- شر لوید – تور آرزو می‌کنم (۲۰۱۳–۲۰۱۴)
- کلین بندیت – تور آمریکای شمالی (۲۰۱۷)
- اد شیرن – تور ÷ (۲۰۱۹)